# 斯維達爾 (明尼蘇達州)
斯維達爾（英語：Sveadahl）是位於美國明尼蘇達州沃通旺縣阿德里安鎮區的一個非建制地區。

## 歷史
斯維達爾得名自「瑞典山谷」的瑞典語。斯維達爾的郵局於1892年設立，其後於1907年停運。

## 地理
斯維達爾所處的海拔為高於海平面327米（即1073英呎），而該地所採用的時區為UTC-6，即北美中部時區（CST）。同時該地設有夏令時間，為UTC-6調快一小時，即UTC-5（CDT）。